# Калиновка (Житковичский район)
Калиновка (бел. Калінаўка) — деревня в Люденевичском сельсовете Житковичского района Гомельской области Белоруссии.
На востоке, севере и западе граничит с лесом.

## География

### Расположение
В 12 км на запад от Житковичей, 3 км от железнодорожной станции Дедовка (на линии Лунинец — Калинковичи), 245 км от Гомеля. На юге — железная дорога.

## Транспортная сеть
Рядом автодорога Лунинец — Калинковичи. Планировка состоит из криволинейной меридиональной улицы, застроенной деревянными усадьбами.

## История
Основана в начале XX века переселенцами из соседних деревень. В 1930 году организован колхоз имени М. И. Калинина, работала кузница. Во время Великой Отечественной войны 18 жителей погибли на фронте. Согласно переписи 1959 года в составе колхоза «Люденевичи» (центр — деревня Люденевичи).

## Население

### Численность
- 2004 год — 45 хозяйств, 87 жителей.

### Динамика
- 1959 год — 259 жителей (согласно переписи).
- 2004 год — 45 хозяйств, 87 жителей.